# 韩大春
韩大春，中华人民共和国政治人物、全国脱贫攻坚先进个人。

## 生平
韩大春任长春市双阳区齐家镇广生村党总支书记。因在脱贫攻坚战中作出突出贡献，2021年2月25日全国脱贫攻坚总结表彰大会上，韩大春被授予“全国脱贫攻坚先进个人”。